# Expeditionssekreterare
Expeditionssekreterare var förr en titel på vissa högre svenska ämbetsmän, särskilt inom statsexpeditionerna och departementen. 
Titeln infördes genom 1720 års kansliordning och tillkom då statssekreterarens närmaste man och ställföreträdare inom en expedition. Vid 1840 års departementalreform bibehölls expeditionssekreteraretiteln för expeditionschefens närmaste man inom ett departement. Då departementens byråorganisation 1875 genomfördes, blev expeditionssekreterarna med bibehållen titel byråchefer och föredragande i statsrådsberedningen av till varje byrå hörande ärenden, med ansvar för beslutets expediering. Titeln avskaffades 1878 och ersattes med titeln kansliråd. I justitiekanslersämbetet fanns 1919–1922, i justitieombudsmannens och militieombudsmannens expeditioner 1919–1921 ämbetsmän med titeln expeditionssekreterare, de fick senare titeln byråchef.